# Alexander Klaws/Diskografie
Diese Diskografie ist eine Übersicht über die musikalischen Werke des deutschen Popsängers Alexander Klaws. Den Quellenangaben und Schallplattenauszeichnungen zufolge hat er mehr als 3,4 Millionen Tonträger verkauft. Seine erfolgreichste Veröffentlichung ist das DSDS-Gemeinschaftsalbum United mit über 1,17 Millionen verkauften Einheiten. Das Album verkaufte sich alleine in Deutschland über 1,1 Millionen Mal und zählt damit zu den meistverkauften Musikalben des Landes.

## Alben

### Studioalben
| Jahr | Titel Musiklabel                              | Höchstplatzierung, Gesamtwochen, AuszeichnungChartplatzierungen (Jahr, Titel, Musiklabel, Platzierungen, Wochen, Auszeichnungen, Anmerkungen) | Höchstplatzierung, Gesamtwochen, AuszeichnungChartplatzierungen (Jahr, Titel, Musiklabel, Platzierungen, Wochen, Auszeichnungen, Anmerkungen) | Höchstplatzierung, Gesamtwochen, AuszeichnungChartplatzierungen (Jahr, Titel, Musiklabel, Platzierungen, Wochen, Auszeichnungen, Anmerkungen) | Anmerkungen                                              |
| Jahr | Titel Musiklabel                              | DE | AT | CH | Anmerkungen                                              |
| ---- | --------------------------------------------- | --- | --- | --- | -------------------------------------------------------- |
| 2003 | Take Your Chance Hansa Musik Produktion (BMG) | DE1 Gold · (17 Wo.)DE | AT4 (16 Wo.)AT | CH11 Gold · (14 Wo.)CH | Erstveröffentlichung: 28. April 2003 Verkäufe: + 120.000 |
| 2004 | Here I Am Hansa Musik Produktion (BMG)        | DE1 (8 Wo.)DE | AT25 (5 Wo.)AT | CH26 (5 Wo.)CH | Erstveröffentlichung: 12. Juli 2004                      |
| 2006 | Attention! Hansa Musik Produktion (BMG)       | DE20 (3 Wo.)DE | — | — | Erstveröffentlichung: 10. März 2006                      |
| 2008 | Was willst du noch?! Edel Music (Edel)        | DE28 (3 Wo.)DE | — | — | Erstveröffentlichung: 4. April 2008                      |
| 2011 | Für alle Zeiten DEAG (Sony)                   | DE46 (2 Wo.)DE | — | — | Erstveröffentlichung: 23. September 2011                 |
| 2015 | Auf die Bühne, fertig, los! DEAG (Sony)       | DE32 (1 Wo.)DE | — | — | Erstveröffentlichung: 16. Oktober 2015                   |

### Gemeinschaftsalben
| Jahr | Titel Musiklabel                    | Höchstplatzierung, Gesamtwochen, AuszeichnungChartplatzierungen (Jahr, Titel, Musiklabel, Platzierungen, Wochen, Auszeichnungen, Anmerkungen) | Höchstplatzierung, Gesamtwochen, AuszeichnungChartplatzierungen (Jahr, Titel, Musiklabel, Platzierungen, Wochen, Auszeichnungen, Anmerkungen) | Höchstplatzierung, Gesamtwochen, AuszeichnungChartplatzierungen (Jahr, Titel, Musiklabel, Platzierungen, Wochen, Auszeichnungen, Anmerkungen) | Anmerkungen                                                                        |
| Jahr | Titel Musiklabel                    | DE | AT | CH | Anmerkungen                                                                        |
| ---- | ----------------------------------- | --- | --- | --- | ---------------------------------------------------------------------------------- |
| 2003 | United Hansa Musik Produktion (BMG) | DE1 ×11Elffachgold · (19 Wo.)DE | AT1 Platin · (15 Wo.)AT | CH2 Platin · (16 Wo.)CH | Erstveröffentlichung: 9. Februar 2003 Verkäufe: + 1.170.000; mit den DSDS-Allstars |

### Musicalalben
| Jahr | Titel Musiklabel                                                                                          | Anmerkungen                                                                                              |
| ---- | --- | --- |
| 2017 | Die größten Musicalhits aller Zeiten – Die großen Fünf des deutschen Musicals HitSquad Records (MG Sound) | Erstveröffentlichung: 21. Dezember 2018 mit Jan Ammann, Pia Douwes, Mark Seibert & Roberta Valentini     |
| 2018 | Hollywood Dreams – Die schönsten Filmhits aller Zeiten! HitSquad Records (MG Sound)                       | Erstveröffentlichung: 21. Dezember 2018 mit Andreas Bieber, Pia Douwes, Mark Seibert & Sabrina Weckerlin |

## Singles

### Als Leadmusiker
| Jahr | Titel Album                                                  | Höchstplatzierung, Gesamtwochen, AuszeichnungChartplatzierungen (Jahr, Titel, Album, Platzierungen, Wochen, Auszeichnungen, Anmerkungen) | Höchstplatzierung, Gesamtwochen, AuszeichnungChartplatzierungen (Jahr, Titel, Album, Platzierungen, Wochen, Auszeichnungen, Anmerkungen) | Höchstplatzierung, Gesamtwochen, AuszeichnungChartplatzierungen (Jahr, Titel, Album, Platzierungen, Wochen, Auszeichnungen, Anmerkungen) | Anmerkungen |
| Jahr | Titel Album                                                  | DE | AT | CH | Anmerkungen |
| ---- | ------------------------------------------------------------ | --- | --- | --- | --- |
| 2003 | Take Me Tonight Take Your Chance                             | DE1 ×5Fünffachgold · (14 Wo.)DE | AT2 Platin · (17 Wo.)AT | CH1 Gold · (14 Wo.)CH | Erstveröffentlichung: 14. März 2003 Verkäufe: + 1.000.000                                                          |
| 2003 | Stay with Me Take Your Chance                                | DE9 (9 Wo.)DE | AT14 (10 Wo.)AT | CH28 (10 Wo.)CH | Erstveröffentlichung: 10. Juni 2003                                                                                |
| 2003 | Free Like the Wind Here I Am                                 | DE1 Platin · (20 Wo.)DE | AT2 Gold · (23 Wo.)AT | CH2 (19 Wo.)CH | Erstveröffentlichung: 29. Oktober 2003 Verkäufe: + 315.000                                                         |
| 2004 | Behind the Sun Here I Am                                     | DE2 (9 Wo.)DE | AT15 (10 Wo.)AT | CH18 (6 Wo.)CH | Erstveröffentlichung: 23. Februar 2004                                                                             |
| 2004 | Sunshine After the Rain Here I Am                            | DE5 (9 Wo.)DE | AT19 (9 Wo.)AT | CH36 (6 Wo.)CH | Erstveröffentlichung: 7. Juni 2004                                                                                 |
| 2004 | Here I Am                                                    | DE19 (9 Wo.)DE | AT45 (3 Wo.)AT | CH98 (1 Wo.)CH | Erstveröffentlichung: 18. Oktober 2004                                                                             |
| 2005 | All (I Ever Want) / Alles Attention!                         | DE12 (9 Wo.)DE | AT43 (6 Wo.)AT | CH44 (3 Wo.)CH | Erstveröffentlichung: 7. März 2005 feat. Sabrina Weckerlin                                                         |
| 2006 | Not Like You Attention!                                      | DE16 (9 Wo.)DE | AT55 (5 Wo.)AT | CH81 (3 Wo.)CH | Erstveröffentlichung: 24. Februar 2006                                                                             |
| 2008 | Welt Was willst du noch?!                                    | DE65 (1 Wo.)DE | — | — | Erstveröffentlichung: 4. April 2008                                                                                |
| 2013 | Himmel und Hölle Für alle Zeiten (Premium Edition)           | DE48 (1 Wo.)DE | — | — | Erstveröffentlichung: 5. April 2013                                                                                |
| 2014 | Morgen explodiert die Welt Für alle Zeiten (Premium Edition) | — | — | — | Erstveröffentlichung: 30. Mai 2014                                                                                 |
| 2015 | Dieser Sommer Auf die Bühne, fertig, los!                    | — | — | — | Erstveröffentlichung: 26. Juni 2015                                                                                |
| 2015 | Family & Friends Auf die Bühne, fertig, los!                 | — | — | — | Erstveröffentlichung: 4. September 2015                                                                            |
| 2017 | We Have a Dream Dieter Bohlen – Die Megahits (Sampler)       | — | — | — | Erstveröffentlichung: 5. Mai 2017 mit P. Lombardi, P. Damien & J. Schoppmann Original: Tony Wegas – Zusammen geh’n |

### Als Gastmusiker
| Jahr | Titel Album                  | Höchstplatzierung, Gesamtwochen, AuszeichnungChartplatzierungen (Jahr, Titel, Album, Platzierungen, Wochen, Auszeichnungen, Anmerkungen) | Höchstplatzierung, Gesamtwochen, AuszeichnungChartplatzierungen (Jahr, Titel, Album, Platzierungen, Wochen, Auszeichnungen, Anmerkungen) | Höchstplatzierung, Gesamtwochen, AuszeichnungChartplatzierungen (Jahr, Titel, Album, Platzierungen, Wochen, Auszeichnungen, Anmerkungen) | Anmerkungen |
| Jahr | Titel Album                  | DE | AT | CH | Anmerkungen |
| ---- | ---------------------------- | --- | --- | --- | --- |
| 2002 | We Have a Dream United       | DE1 ×3Dreifachgold · (13 Wo.)DE | AT2 Gold · (19 Wo.)AT | CH1 Platin · (16 Wo.)CH | Erstveröffentlichung: 23. Dezember 2002 Verkäufe: + 810.000; mit den DSDS-Allstars Original: Tony Wegas – Zusammen geh’n |
| 2006 | Won’t Forget These Days 06 – | DE48 (7 Wo.)DE | — | — | Erstveröffentlichung: 9. Juni 2006 mit Music Team Germany Original: Fury in the Slaughterhouse                           |

## Musikvideos
| Jahr | Titel                         | Regisseur      |
| ---- | ----------------------------- | -------------- |
| 2002 | We Have a Dream               | Philipp Zwez   |
| 2003 | Take Me Tonight               | Oliver Sommer  |
| 2003 | Stay with Me                  | Alex Diezinger |
| 2003 | Free Like the Wind            | Oliver Sommer  |
| 2004 | Behind the Sun                | Oliver Sommer  |
| 2004 | Sunshine After the Rain       | Oliver Sommer  |
| 2004 | Here I Am                     | Oliver Sommer  |
| 2005 | All (I Ever Want)             | Joern Heitmann |
| 2006 | Not Like You                  |                |
| 2006 | Won’t Forget These Days 2006  | Georg Dehghan  |
| 2008 | Welt                          |                |
| 2011 | Ich glaube an Liebe           |                |
| 2013 | Der Sonne entgegen            |                |
| 2014 | Morgen explodiert die Welt    |                |
| 2015 | Dieser Sommer                 |                |
| 2015 | Magnet                        |                |
| 2018 | Der euphorische Weltuntergang | Volker Weicker |

## Sonderveröffentlichungen
| Jahr | Titel Album                  | Anmerkungen |
| ---- | ---------------------------- | --- |
| 2020 | Ein Traum wird wahr Kopfkino | Erstveröffentlichung: 17. April 2020 Julia Scheeser mit Alexander Klaws Original: Brad Kane & Lea Salonga – A Whole New World |

| Jahr | Titel Album                                                                          | Anmerkungen |
| ---- | ------------------------------------------------------------------------------------ | --- |
| 2005 | Ich will was tun für dich Für Alle Kinder Dieser Welt – 10 Jahre RTL-Spendenmarathon | Erstveröffentlichung: 2005 mit Jennifer Haben                                                                                    |
| 2010 | Dir gehört mein Herz Disneys Musical: Tarzan                                         | Erstveröffentlichung: 23. April 2010 Original: Phil Collins – You’ll Be in My Heart                                              |
| 2010 | Fremde wie ich Disneys Musical: Tarzan                                               | Erstveröffentlichung: 23. April 2010 Original: Phil Collins – Strangers Like Me                                                  |
| 2010 | Zwei Welten Disneys Musical: Tarzan                                                  | Erstveröffentlichung: 23. April 2010 Original: Phil Collins – Two Worlds                                                         |
| 2017 | We Have a Dream Dieter Bohlen – Die Mega Hits                                        | Erstveröffentlichung: 5. Mai 2017 mit Pietro Lombardi, Prince Damien & Juliette Schoppmann Original: Tony Wegas – Zusammen geh’n |
| 2018 | Der euphorische Weltuntergang Dein Song! 2018                                        | Erstveröffentlichung: 16. März 2018 mit Felix Nier                                                                               |
| 2019 | Fort von dir Knie – Das Circus Musical (Highlights aus der Show)                     | Erstveröffentlichung: 1. März 2019                                                                                               |

## Promoveröffentlichungen
| Jahr | Titel Album | Anmerkungen                                                          |
| ---- | ----------- | -------------------------------------------------------------------- |
| 2005 | Fly Away –  | Erstveröffentlichung: 20. April 2005 Titelmelodie aus Das Traumhotel |

## Statistik

### Chartauswertung
|                     | DE    | AT    | CH    |
| ------------------- | ----- | ----- | ----- |
| Nummer-eins-Alben   | DE3DE | AT1AT | CH—CH |
| Top-10-Alben        | DE3DE | AT2AT | CH1CH |
| Alben in den Charts | DE7DE | AT3AT | CH3CH |

|                       | DE     | AT    | CH    |
| --------------------- | ------ | ----- | ----- |
| Nummer-eins-Singles   | DE3DE  | AT—AT | CH2CH |
| Top-10-Singles        | DE6DE  | AT3AT | CH3CH |
| Singles in den Charts | DE12DE | AT9AT | CH9CH |

### Auszeichnungen für Musikverkäufe
Anmerkung: Auszeichnungen in Ländern aus den Charttabellen bzw. Chartboxen sind in ebendiesen zu finden.
| Land/RegionAuszeichnungen für Musikverkäufe (Land/Region, Auszeichnungen, Verkäufe, Quellen) | Gold     | Platin       | Verkäufe  | Quellen           |
| -------------------------------------------------------------------------------------------- | -------- | ------------ | --------- | ----------------- |
| Deutschland (BVMI)                                                                           | 4× Gold4 | 9× Platin9   | 3.000.000 | musikindustrie.de |
| Österreich (IFPI)                                                                            | 2× Gold2 | 2× Platin2   | 95.000    | ifpi.at           |
| Schweiz (IFPI)                                                                               | 2× Gold2 | 2× Platin2   | 120.000   | hitparade.ch      |
| Insgesamt                                                                                    | 8× Gold8 | 13× Platin13 |           |                   |